# ADAMTS3
ADAMTS3 ("содержащая мотив тромбоспондина-1 ADAM-протеаза 3") – фермент, кодируемый в организме человека одноименным геном. Фермент представляет собой цинк-зависимую протеазу, принадлежащую к семейству ADAMTS, которое включает 19 родственных ферментов. ADAMTS3 является основной N-пропептидазой протоколлагена II. 

## Функции

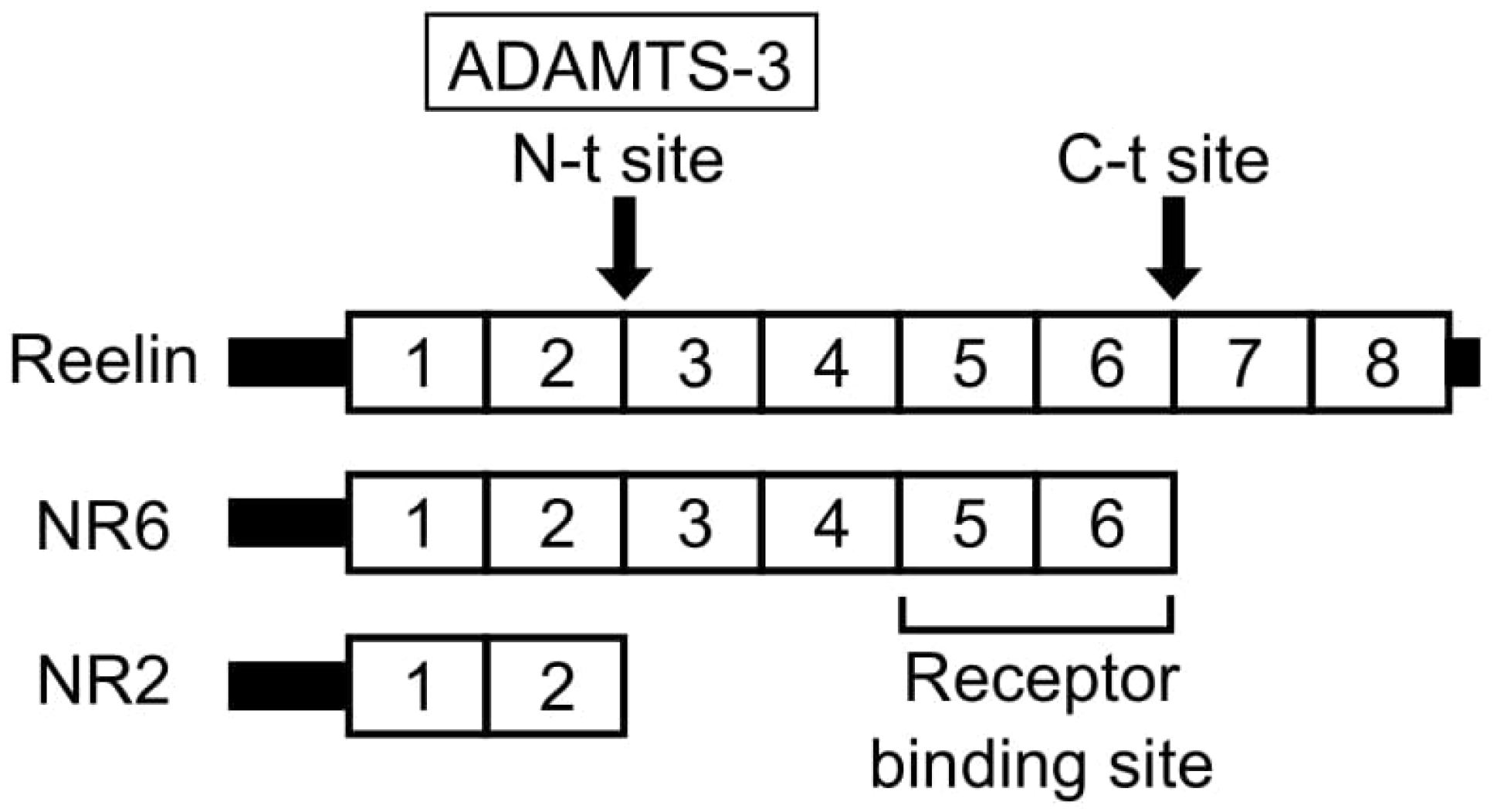
Протеолитический процессинг белка рилин: протеаза ADAMTS3 расщепляет белок по сайту "N-t", от англ. "N-terminus" (N-конец). Порождаемый фрагмент NR2 не может воздействовать на рилиновые рецепторы VLDLR и ApoER2. Иллюстрация из Tsuneura et al., 2022.

ADAMTS3 играет важную роль в процессе формирования и роста лимфатических сосудов.
Также ADAMTS3, наряду с ADAMTS2, является протеазой, расщепляющей белок рилин и снижающей тем самым его активность. Поскольку сниженная активность рилина отмечается либо предполагается при ряде психиатрических заболеваний, включая шизофрению и болезнь Альцгеймера, ADAMTS3 входит в число предложенных фармакологических мишеней для терапии: предполагается, что ингибиторы этой протеазы смогут улучшать работу мозга пациентов.

## Заболевания
Мутации гена ADAMTS3 у человека приводят к развитию синдрома лимфангиэктазии-лимфедемы Хеннекама-3.

## История
Впервые кДНК человеческого гена ADAMTS3 была клонирована в 1997 году, а в 2001 году была продемонстрирована проколлаген-N-эндопептидазная активность фермента.

## Внешние ссылки
- Почему бульдогу трудно дышать Архивная копия от 1 мая 2021 на Wayback Machine - научно-популярное описание вариации ADAMTS3 у норвич-терьеров, предположительно повышающей риск проблем с дыханием.[5]